# U-307 (tàu ngầm Đức)
U-307 là một tàu ngầm tấn công  Lớp Type VII thuộc phân lớp Type VIIC được Hải quân Đức Quốc Xã chế tạo trong Chiến tranh Thế giới thứ hai. Nhập biên chế năm 1942, nó đã thực hiện được tổng cộng mười ba chuyến tuần tra nhưng chỉ đánh chìm được hai tàu buôn với tổng tải trọng 7.226 GRT. Trong chuyến tuần tra cuối cùng, U-307 bị tàu frigate Anh HMS Loch Insh đánh chìm trong biển Barents vào ngày 29 tháng 4, 1945.

## Thiết kế và chế tạo

### Thiết kế

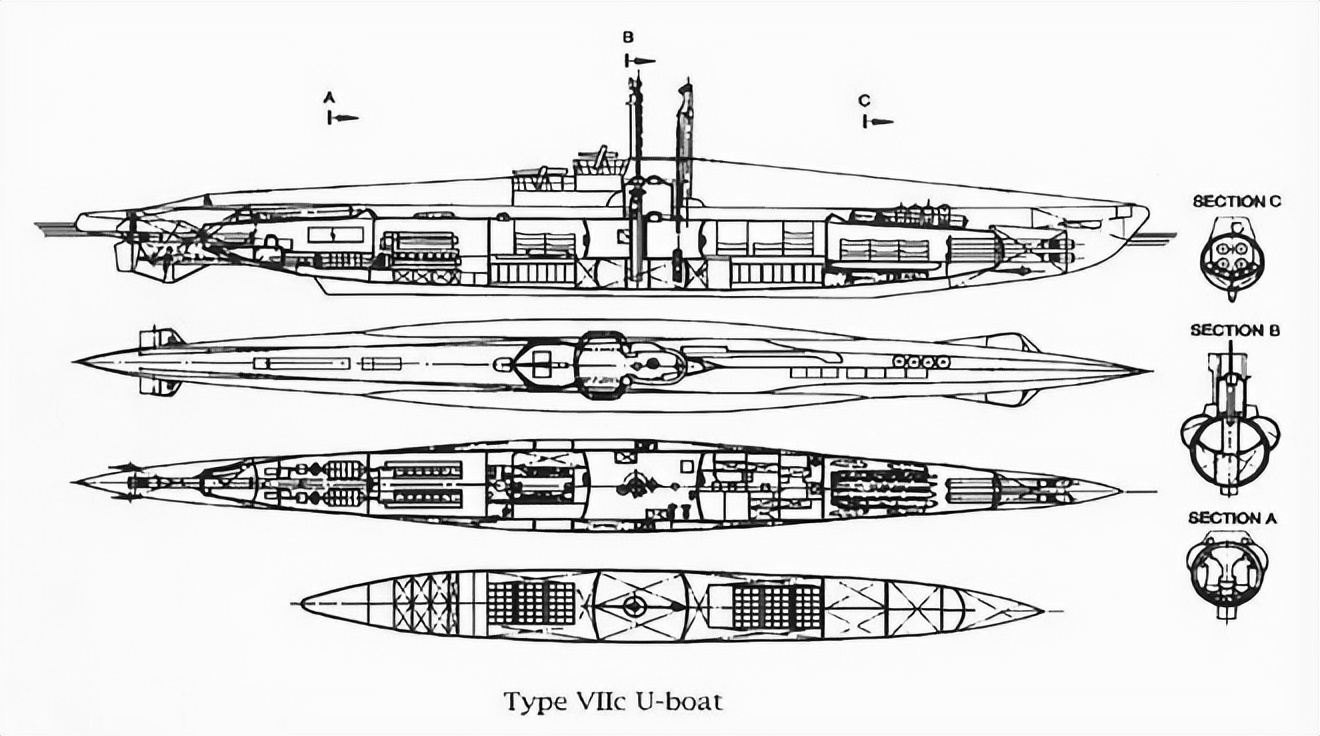
Sơ đồ các mặt cắt một tàu ngầm Type VIIC

Phân lớp VIIC của Tàu ngầm Type VII là một phiên bản VIIB được kéo dài thêm. Chúng có trọng lượng choán nước 769 t (757 tấn Anh) khi nổi và 871 t (857 tấn Anh) khi lặn). Con tàu có chiều dài chung 67,10 m (220 ft 2 in), lớp vỏ trong chịu áp lực dài 50,50 m (165 ft 8 in), mạn tàu rộng 6,20 m (20 ft 4 in), chiều cao 9,60 m (31 ft 6 in) và mớn nước 4,74 m (15 ft 7 in).
Chúng trang bị hai động cơ diesel Germaniawerft F46 siêu tăng áp 6-xy lanh 4 thì, tổng công suất 2.800–3.200 PS (2.100–2.400 kW; 2.800–3.200 bhp), dẫn động hai trục chân vịt đường kính 1,23 m (4,0 ft), cho phép đạt tốc độ tối đa 17,7 kn (32,8 km/h), và tầm hoạt động tối đa 8.500 nmi (15.700 km) khi đi tốc độ đường trường 10 kn (19 km/h). Khi đi ngầm dưới nước, chúng sử dụng hai động cơ/máy phát điện Garbe, Lahmeyer & Co. RP 137/c tổng công suất 750 PS (550 kW; 740 shp). Tốc độ tối đa khi lặn là 7,6 kn (14,1 km/h), và tầm hoạt động 80 nmi (150 km) ở tốc độ 4 kn (7,4 km/h). Con tàu có khả năng lặn sâu đến 230 m (750 ft).
Vũ khí trang bị có năm ống phóng ngư lôi 53,3 cm (21 in), bao gồm bốn ống trước mũi và một ống phía đuôi, và mang theo tổng cộng 14 quả ngư lôi, hoặc tối đa 22 quả thủy lôi TMA, hoặc 33 quả TMB. Tàu ngầm Type VIIC bố trí một hải pháo 8,8 cm SK C/35 cùng một pháo phòng không 2 cm (0,79 in) trên boong tàu. Thủy thủ đoàn bao gồm 4 sĩ quan và 40-56 thủy thủ.

### Chế tạo
U-307 được đặt hàng vào ngày 20 tháng 1, 1940, và được đặt lườn tại xưởng tàu của hãng Flender Werke ở Lübeck vào ngày 5 tháng 11, 1941. Nó được hạ thủy vào ngày 30 tháng 9, 1942, và nhập biên chế cùng Hải quân Đức Quốc Xã vào ngày 18 tháng 11, 1942 dưới quyền chỉ huy của Hạm trưởng, Trung úy Hải quân Friedrich-Georg Herrle.

## Lịch sử hoạt động

### 1943

#### Chuyến tuần tra thứ nhất
Sau khi chuyển căn cứ hoạt động từ Kiel đến cảng Bergen, Na Uy rồi đến Hammerfest, Na Uy vào cuối tháng 6 và đầu tháng 7, 1943, U-307 khởi hành từ Hammerfest vào ngày 9 tháng 7 cho chuyến tuần tra đầu tiên trong chiến tranh. Nó chỉ hoạt động dọc bờ biển Na Uy trong ba ngày rồi quay trở lại Hammerfest vào ngày 12 tháng 7.

#### Chuyến tuần tra thứ hai, thứ ba và thứ tư
Tiếp tục xuất phát từ Hammerfest, U-307 lần lượt thực hiện các chuyến tuần tra thứ hai từ ngày 16 tháng 7 đến ngày 21 tháng 8, chuyến thứ ba từ ngày 2 tháng 9 đến ngày 9 tháng 10, và chuyến thứ tư từ ngày 27 tháng 10 đến ngày 9 tháng 12. Chiếc tàu ngầm đã hoạt động trong biển Barents cho đến tận phía Bắc đảo Novaya Zemlya, nhưng không đánh chìm được mục tiêu nào.

### 1944

#### Chuyến tuần tra thứ năm và thứ sáu
U-307 chuyển căn cứ hoạt động từ Hammerfest đến Trondheim trong tháng 12, 1943, rồi khởi hành từ cảng Na Uy này vào ngày 23 tháng 2, 1944 cho chuyến tuần tra thứ năm để hoạt động trong vùng biển Na Uy. Nó kết thúc chuyến tuần tra tại Narvik, Na Uy vào ngày 27 tháng 3 mà vẫn không đánh chìm được mục tiêu nào.
Trong chuyến tuần tra tiếp theo từ ngày 16 tháng 4 đến ngày 5 tháng 5, cùng xuất phát và kết thúc tại cảng Narvik, U-307 hoạt động trong vùng biển Barents. Vào ngày 30 tháng 4, ở vị trí cách 50 nmi (93 km) về phía Nam đảo Bear, nó phóng ngư lôi tấn công Đoàn tàu RA 59 và đã đánh chìm tàu Liberty Hoa Kỳ SS William S. Thayer 7.176 GRT tại tọa độ 73°46′B 19°10′Đ / 73,767°B 19,167°Đ.

#### Chuyến tuần tra thứ bảy và thứ tám
U-307 lại khởi hành từ Narvik vào ngày 25 tháng 5 cho chuyến tuần tra thứ bảy, hoạt động trong vùng biển Greenland, kéo dài cho đến ngày 12 tháng 7.
Đến đầu tháng 8, chiếc tàu ngầm lại chuyển căn cứ từ Narvik đến Hammerfest, rồi xuất phát từ đây cho chuyến tuần tra thứ tám từ ngày 4 đến ngày 23 tháng 8. Khi hoạt động tại vùng biển chung quanh quần đảo Svalbard, nó đã đánh chìm chiếc xuồng máy Na Uy Lennox 50 GRT vào ngày 18 tháng 8, tại tọa độ 77°45′B 14°45′Đ / 77,75°B 14,75°Đ.

#### Chuyến tuần tra thứ chín
Trong chuyến tuần tra thứ chín diễn ra từ ngày 9 tháng 9 đến ngày 10 tháng 10, U-307 cho đổ bộ một đội quan trắc khí tượng lên đảo Svalbard vào ngày 28 tháng 9.

### 1945

#### Chuyến tuần tra thứ mười, mười một và mười hai
Từ cảng Narvik, Na Uy, U-307 lần lượt thực hiện các chuyến tuần tra thứ mười từ ngày 24 tháng 1 đến ngày 16 tháng 2, 1945, chuyến tuần tra thứ mười một từ ngày 20 đến ngày 28 tháng 2, và chuyến tuần tra thứ mười hai từ ngày 12 tháng 3 đến ngày 1 tháng 4. Nó lại hoạt động trong các vùng biển Greenland và biển Barents, nhưng không đánh chìm thêm được mục tiêu nào.

#### Chuyến tuần tra thứ mười ba - Bị mất
U-307 xuất phát từ cảng Narvik vào ngày 16 tháng 4 cho chuyến tuần tra thứ mười ba, cũng là chuyến cuối cùng, để hoạt động trong khu vực biển Barents. Ở vị trí ngoài khơi bán đảo Kola vào ngày 29 tháng 4, nó bị tàu frigate HMS Loch Insh của Hải quân Hoàng gia Anh thả mìn sâu đánh chìm gần Murmansk, Nga, tại tọa độ 69°24′B 33°44′Đ / 69,4°B 33,733°Đ. 37 thành viên thủy thủ đoàn của U-307 đã tử trận cùng con tàu, và có 14 người khác sống sót được cứu vớt và bị bắt làm tù binh chiến tranh.

### "Bầy sói" tham gia
U-307 từng tham gia mười hai bầy sói:
- Wiking (5 tháng 9 – 8 tháng 10, 1943)
- Monsun (3 tháng 10 – 23 tháng 11, 1943)
- Eisenbart (28 tháng 10 – 8 tháng 12, 1943)
- Boreas (28 tháng 2 – 10 tháng 3, 1944)
- Thor (17 – 26 tháng 3, 1944)
- Donner (17 – 20 tháng 4, 1944)
- Donner & Keil (20 tháng 4 – 3 tháng 5, 1944)
- Grimm (31 tháng 5 - 6 tháng 6, 1944)
- Trutz (8 tháng 6 – 10 tháng 7, 1944)
- Rasmus (6 – 13 tháng 2, 1945)
- Hagen (13 – 21 tháng 3, 1945)
- Faust (21 – 29 tháng 4, 1945)

### Tóm tắt chiến công
U-307 đã đánh chìm được hai tàu buôn với tổng tải trọng 7.226 GRT:
| Ngày             | Tên tàu           | Quốc tịch     | Tải trọng | Số phận      |
| ---------------- | ----------------- | ------------- | --------- | ------------ |
| 30 tháng 4, 1944 | William S. Thayer | United States | 7.176     | Bị đánh chìm |
| 18 tháng 8, 1944 | Lennox            | Norway        | 50        | Bị đánh chìm |